# チヴィタルパレッラ
チヴィタルパレッラ（イタリア語: Civitaluparella）は、イタリア共和国アブルッツォ州キエーティ県にある、人口約300人の基礎自治体（コムーネ）。

## 地理

### 位置・広がり

#### 隣接コムーネ
隣接するコムーネは以下の通り。
- ボッレッロ
- ファッロ
- モンテベッロ・スル・サングロ
- モンテラピアーノ
- モンテネロドーモ
- ペンナドーモ
- ピッツォフェッラート
- クアドリ